# Amplicephalus simplex
Amplicephalus simplex är en insektsart som beskrevs av Van Duzee 1892. Amplicephalus simplex ingår i släktet Amplicephalus och familjen dvärgstritar. Inga underarter finns listade i Catalogue of Life.